# Сірлес-Веллі (Каліфорнія)
Сірлес-Веллі (англ. Searles Valley) — переписна місцевість (CDP) в США, в окрузі Сан-Бернардіно штату Каліфорнія. Населення — 1565 осіб (2020).

## Географія
Сірлес-Веллі розташований за координатами 35°46′12″ пн. ш. 117°23′48″ зх. д. / 35.77000° пн. ш. 117.39667° зх. д. (35.770052, -117.396670).  За даними Бюро перепису населення США в 2010 році переписна місцевість мала площу 27,18 км², уся площа — суходіл.

## Демографія
Згідно з переписом 2010 року, у переписній місцевості мешкало 1739 осіб у 722 домогосподарствах у складі 453 родин. Густота населення становила 64 особи/км².  Було 961 помешкання (35/км²).
Расовий склад населення:
| - 80,8 % — білих - 4,0 % — чорних або афроамериканців - 3,2 % — корінних американців - 0,9 % — азіатів - 0,3 % — вихідців з тихоокеанських островів - 4,8 % — осіб інших рас |

До двох чи більше рас належало 6,0 %. Частка іспаномовних становила 16,8 % від усіх жителів.
За віковим діапазоном населення розподілялося таким чином: 25,1 % — особи молодші 18 років, 59,1 % — особи у віці 18—64 років, 15,8 % — особи у віці 65 років та старші. Медіана віку мешканця становила 40,7 року. На 100 осіб жіночої статі у переписній місцевості припадало 104,1 чоловіків;  на 100 жінок у віці від 18 років та старших — 101,4 чоловіків також старших 18 років.
Середній дохід на одне домашнє господарство  становив 57 985 доларів США (медіана — 41 146), а середній дохід на одну сім'ю — 66 025 доларів (медіана — 51 739). Медіана доходів становила 62 500 доларів для чоловіків та 38 864 долари для жінок. За межею бідності перебувало 23,9 % осіб, у тому числі 25,4 % дітей у віці до 18 років та 17,0 % осіб у віці 65 років та старших.
Цивільне працевлаштоване населення становило 466 осіб. Основні галузі зайнятості: виробництво — 25,5 %, сільське господарство, лісництво, риболовля — 21,0 %, освіта, охорона здоров'я та соціальна допомога — 12,4 %, роздрібна торгівля — 11,4 %.